# Приворот (станція)
Приворо́т — проміжна залізнична станція 5-го класу Криворізької дирекції Придніпровської залізниці на лінії Верхівцеве — Кривий Ріг-Головний між станціями Девладове (8 км) та Пічугіно (8 км). Розташована в селі Веселе Поле Криворізького району Дніпропетровської області.

## Історія
Станція відкрита у 1895 році, одночасно з відкриттям руху поїздів лінією Верхівцеве — Довгинцеве.
У 1960 році 1977 році станція електрифікована постійним струмом (=3 кВ в складі дільниці Верхівцеве — Довгинцеве. У 1977 році електрифіковані дільниця Приворот — Кам'янське Поле (завдожки 4,3 км).

## Пасажирське сполучення
На станції Приворот зупиняються приміські електропоїзди сполученням Дніпро — Кривий Ріг.
\

## Галерея

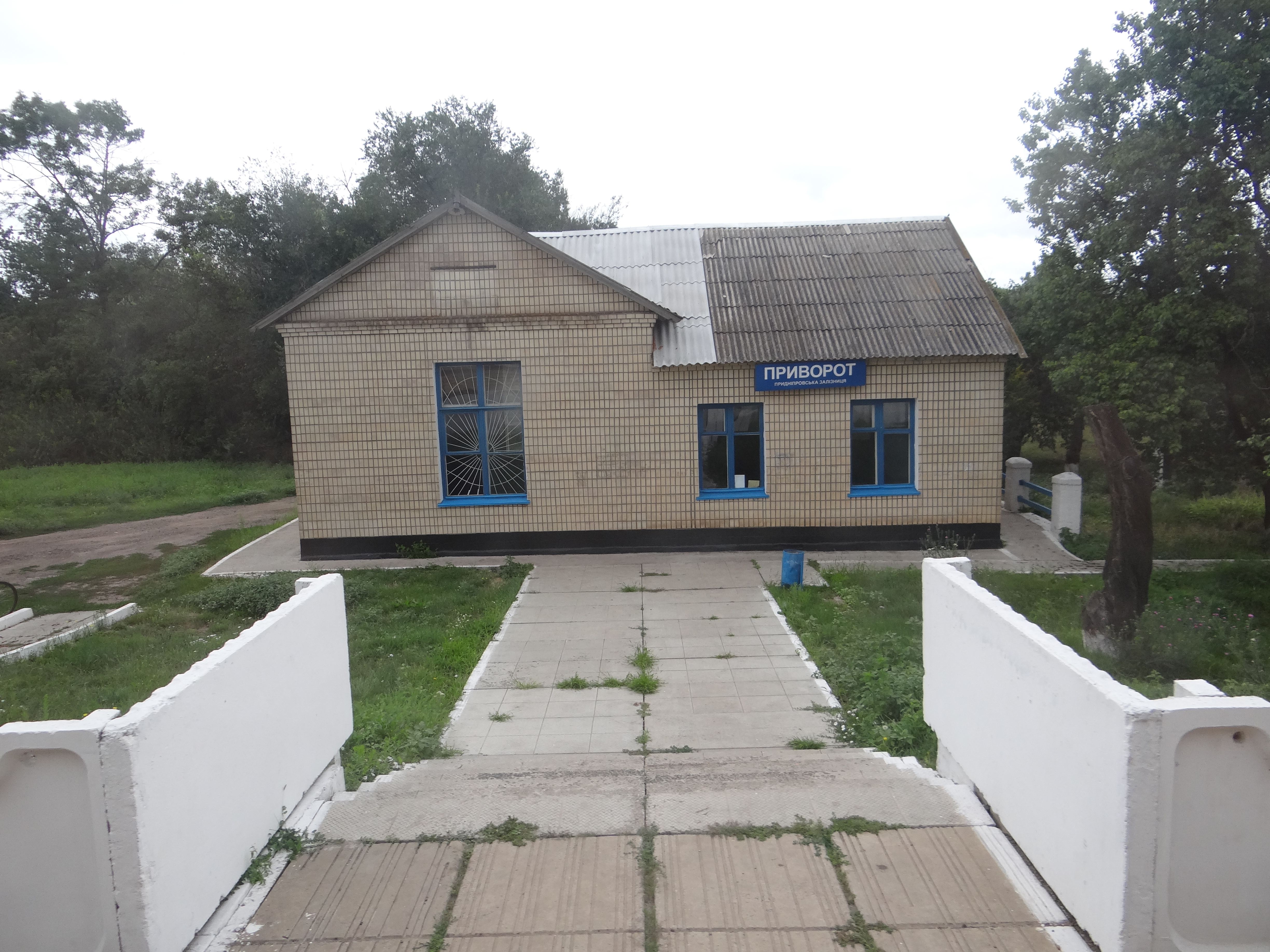
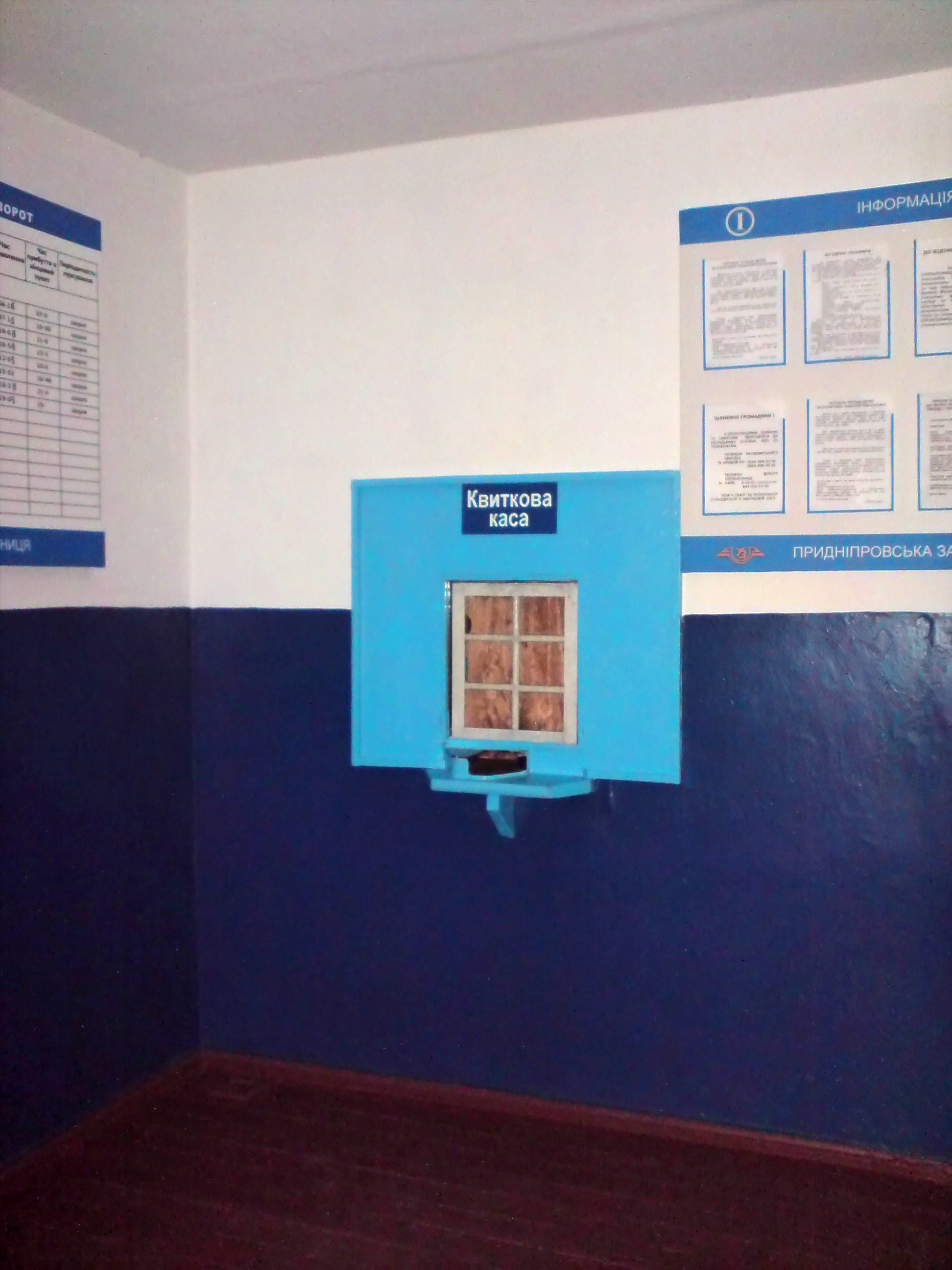
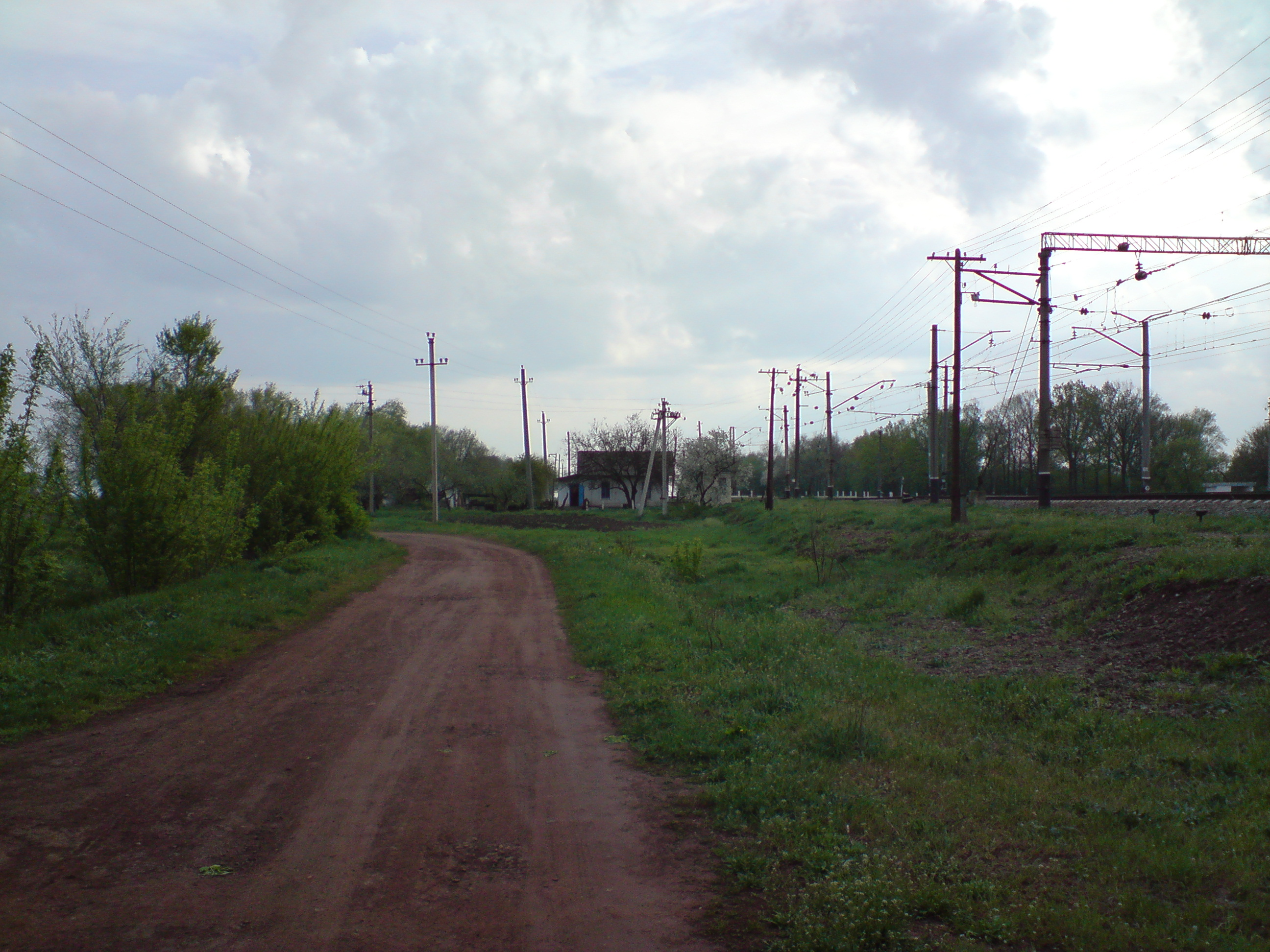
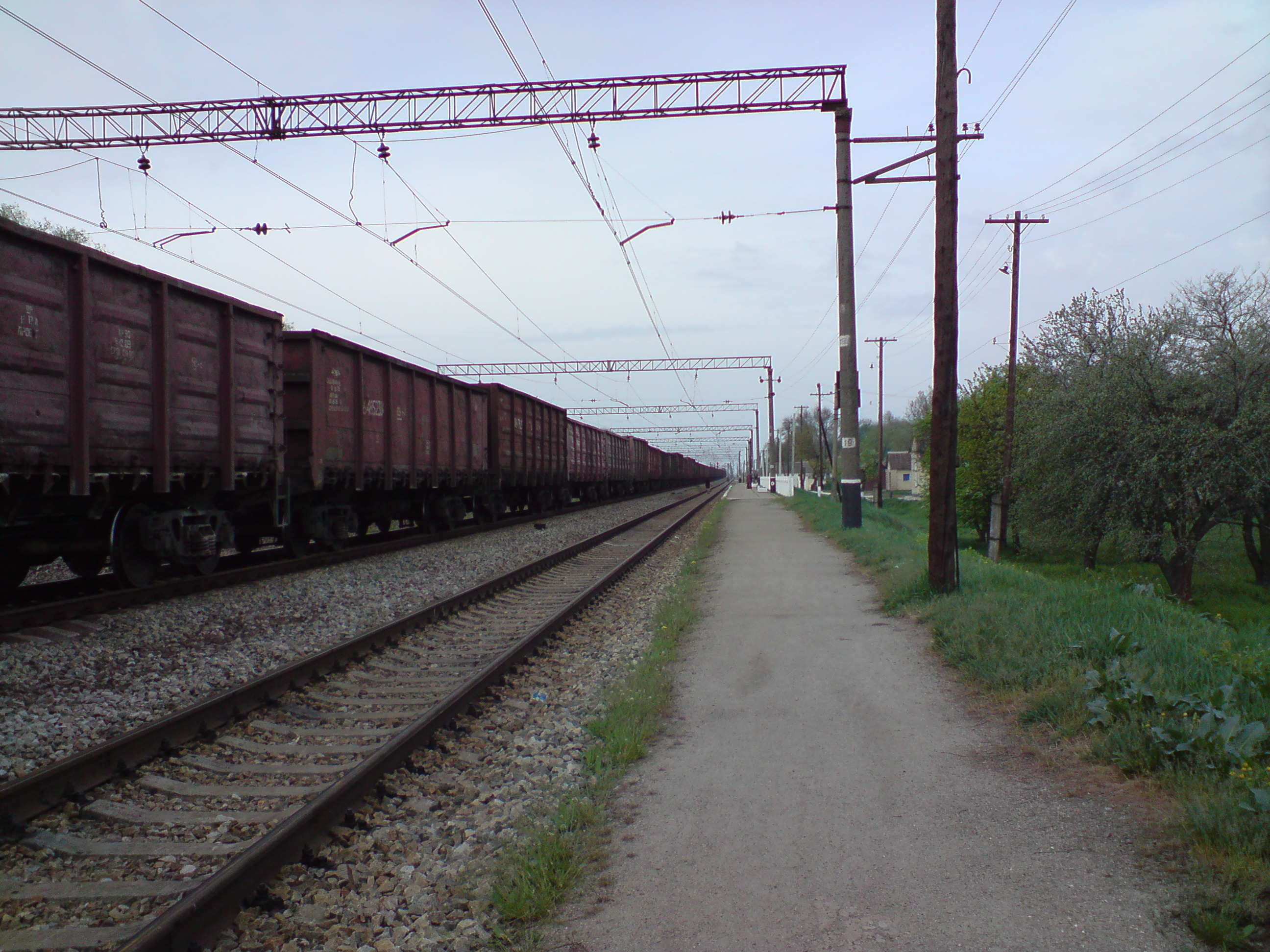